# 麻生福岡短期大学
麻生福岡短期大（あそうふくおかたんきだいがく、英語: Aso Fukuoka Junior College）は、福岡県太宰府市に所在した私立短期大学である。

## 概要

### 大学全体
- 福岡県太宰府市に所在した私立短期大学で、設置主体は学校法人麻生学園。
- 1学科で入学総定員150名をもって1989年[注釈 1]に開学した。
- 開学以来、学科数及の増減はなし。1997年度の入学生を最後に[注釈 2]、1999年に短期大学としての使命を終える。

### 教育および研究
- 麻生福岡短期大学には経営情報学科が設置されており[6]、主に経営の基礎やコンピューターへの実践応用などを学ぶ経営情報コース、情報処理技術を修得しシステムエンジニアをめざすのに相応しい諸科目を主に学ぶ情報処理コース、秘書業務の修得を学ぶ情報秘書コースからなっていた。
- アメリカのハワイにて研修旅行が行われていた。

### 学風および特色
- 麻生福岡短期大学は麻生学園グループ短大の一つとなっていた。

## 沿革
- 1988年12月22日 左記を以て文部省[注 1]より短期大学の設置が認可される[7]。
- 1989年4月1日 麻生福岡短期大学が以下の学科体制にて開学する[注釈 1]
  - 経営情報学科 入学定員150名[7][注 3]。
- 1991年4月1日 経営情報学科の入学定員150名[9]→250名[10]へ増員。
- 1997年4月1日 左記を以て学生募集を終了[注釈 2]。
- 1999年12月22日 廃止の認可が降りる[11]。

## 基礎データ

### 所在地
- 福岡県太宰府市大宰府6-3-1[11]

## 教育および研究

### 組織

#### 学科
- 経営情報学科 入学定員250名[注 4]

#### 専攻科
- なし

#### 別科
- なし

#### 取得資格について
- 秘書士資格ほか、情報処理技術者資格の取得にも力をいれていた。

##### 年度別学生数
- 学生数はその該当年度の5月1日時点でのデータである。

| -        | -           | 参照および備考  |
| -------- | ----------- | --------------- |
| 入学定員 | 150→250     |                 |
| 総定員   | 300→500     |                 |
| 1989年   | 男39 女185  | [ 13 ]          |
| 1990年   | 男52 女379  | [ 14 ]          |
| 1991年   | 男42 女463  | [ 15 ]          |
| 1992年   | 男75 女542  | [ 16 ] [ 注 7 ] |
| 1993年   | 男126 女579 | [ 18 ]          |
| 1994年   | 男207 女563 | [ 19 ]          |
| 1995年   | 男255 女436 | [ 20 ]          |
| 1996年   | 男231 女296 | [ 21 ]          |
| 1997年   | 男157 女190 | [ 22 ]          |
| 1998年   | 男44 女65   | [ 23 ]          |

### 附属機関
- 附属図書館[24]

### 研究
- 『麻生福岡短期大学研究紀要』[25]ほか。

## 大学関係者と組織

### 大学関係者一覧

#### 大学関係者
歴代学長
- 麻生繁樹：教養科目である「教育学」を担当[17]。

## 施設

### キャンパス
- 設備：図書館・体育館ほか

## 対外関係

### 姉妹校
- 山口短期大学
- 福岡教員養成所

### 系列校
- 麻生東北短期大学

## 卒業後の進路について

### 就職について
- 味の素・西部ガス・コカ・コーラ・太陽興産・西日本銀行・九州旅客鉄道・西日本旅客鉄道・全日空ホテルズ・コスモ石油・関西電業社・大正製薬など一般企業が中心となっていた[26]